# Александър Ляпунов
Александър Михайлович Ляпунов е руски математик и механик, академик - 1901 г.
Представител на Петербурската математическа школа. В теорията на вероятностите обобщава изследванията на Пафнутий Чебишов и А. Марков.

## Основни трудове
- Общата задача на устойчивостта на движението, 1892.
- За някои въпроси във връзка със задачата на Дирихле, 1898.